# Sahel Guebli
 (mars 2023).
Si vous disposez d'ouvrages ou d'articles de référence ou si vous connaissez des sites web de qualité traitant du thème abordé ici, merci de compléter l'article en donnant les références utiles à sa vérifiabilité et en les liant à la section « Notes et références ».
 (mars 2023).
La mise en forme du texte ne suit pas les recommandations de Wikipédia : il faut le « wikifier ».
Les points d'amélioration suivants sont les cas les plus fréquents. Le détail des points à revoir est peut-être précisé sur la page de discussion.
- Les titres sont pré-formatés par le logiciel. Ils ne sont ni en capitales, ni en gras.
- Le texte ne doit pas être écrit en capitales (les noms de famille non plus), ni en gras, ni en italique, ni en « petit »…
- Le gras n'est utilisé que pour surligner le titre de l'article dans l'introduction, une seule fois.
- L'italique est rarement utilisé : mots en langue étrangère, titres d'œuvres, noms de bateaux, etc.
- Les citations ne sont pas en italique mais en corps de texte normal. Elles sont entourées par des guillemets français : « et ».
- Les listes à puces sont à éviter, des paragraphes rédigés étant largement préférés. Les tableaux sont à réserver à la présentation de données structurées (résultats, etc.).
- Les appels de note de bas de page (petits chiffres en exposant, introduits par l'outil «  Source ») sont à placer entre la fin de phrase et le point final[comme ça].
- Les liens internes (vers d'autres articles de Wikipédia) sont à choisir avec parcimonie. Créez des liens vers des articles approfondissant le sujet. Les termes génériques sans rapport avec le sujet sont à éviter, ainsi que les répétitions de liens vers un même terme.
- Les liens externes sont à placer uniquement dans une section « Liens externes », à la fin de l'article. Ces liens sont à choisir avec parcimonie suivant les règles définies. Si un lien sert de source à l'article, son insertion dans le texte est à faire par les notes de bas de page.
- La présentation des références doit suivre les conventions bibliographiques. Il est recommandé d'utiliser les modèles {{Ouvrage}}, {{Chapitre}}, {{Article}}, {{Lien web}} et/ou {{Bibliographie}}. Le mode d'édition visuel peut mettre en forme automatiquement les références.
- Insérer une infobox (cadre d'informations à droite) n'est pas obligatoire pour parachever la mise en page.

Pour une aide détaillée, merci de consulter Aide:Wikification.
Si vous pensez que ces points ont été résolus, vous pouvez retirer ce bandeau et améliorer la mise en forme d'un autre article.
Le Sahel Guebli est une confédération tribale située dans le nord-ouest de la wilaya de Sétif composé d'un ensemble petites tribus et qui s'est formée durant l'ère ottomane.

## Histoire
La création du Sahel Guebli remonte au début du XIXe siècle, avant la colonisation française, le territoire du Sahel-Guebli n'est pas celui d'une tribu, mais celui d'une confédération de nombreuses tribus minuscules et familles qui se sont classées elles-mêmes en 18 groupes, ayant formé un seul caïdat, jusqu'en 1885.
À une certaine époque ces fractions se groupèrent autour d'une famille maraboutique des Beni Adjeb, les Ben Ouari, qui pendant tonte la période turque exercèrent une véritable suzeraineté sur ce pays resté indépendant. Peu de temps avant la prise d'Alger, la division s'étant mise dans la famille Ben Ouari, Amar Ben Abid, un de ses membres, fit sa soumission au bey et reçut le titre de khalifa du Sahel. Le jour il apporta à Constantine la tête de son cousin Lakhdar Ben Ouari.

## Localisation
Les tribus du Sahel Guebli sont réparties sur plusieurs villages du nord-ouest de la wilaya de Sétif à proximité de la frontière avec la wilaya de Béjaïa. :

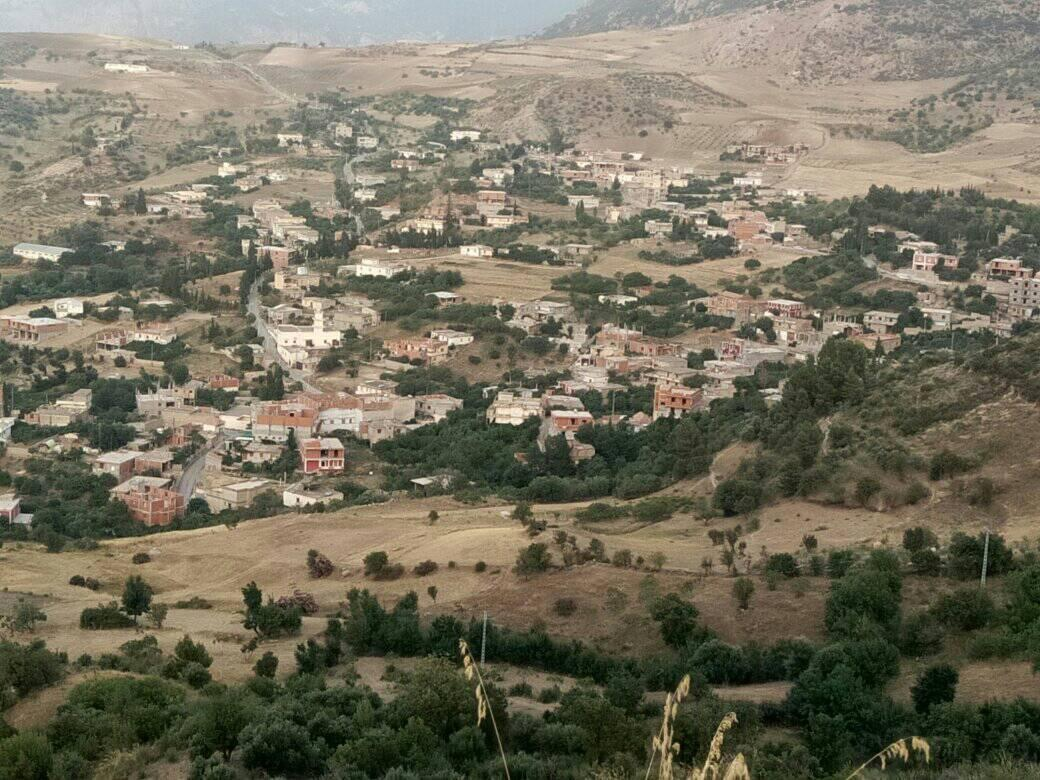
Ouled Ayad, Hammam Guergour

- Hammam Guergour
- Draâ el Kaïd (Béjeïa)
- Tala-Ifacène
- Aïn Roua
- Draâ Kebila
- Maoklane
- Harbil

## Géographie
En 1883, le Sahel Guebli compte 13 821 habitants répartis sur une surface de 49 000 hectares à 1000 mètres d'altitude environ. 

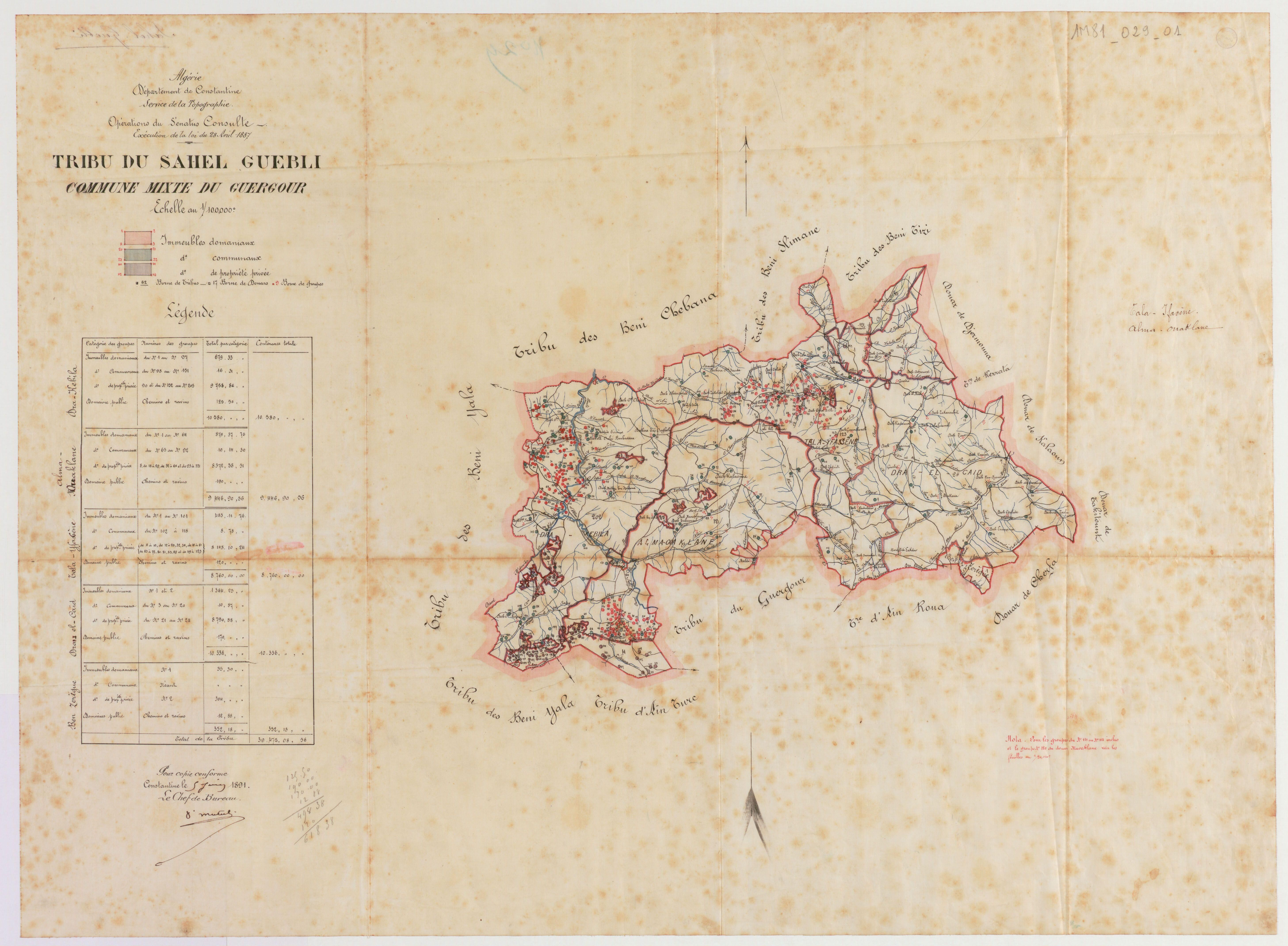

La région occupée par cette confédération est située entre les montagnes et les plaines et fut un lieu de transit et de refuge pour les montagnards et les bédouins. Le Sahel Guebli est traversé par différents cours d'eau et est divisé en deux bassins distincts :
- Le bassin de l'oued Bou Sellam qui le traverse de l'est au nord et qui a pour principaux affluents l'oued Ouled Ayad, l'oued Megarba, l'oued Bou Iten, L'oued El Hadra et l'oued Halia.
- Le bassin de l'oued Agrioun qui a pour tributaires l'oued Hallaba et l'oued sidi M'barek.

Le sol est fertile et de bonne qualité dans une grande partie du territoire.

## Économie
Le Sahel Guebli possède des terres de cultures dont 5.080 Charrues dont la moitié est cultivée, l'autre restant en jachères.

### Cultures
Les habitants du Sahel Guebli cultivaient surtout en blé, de l'orge du maïs et des fèves.

### Commerce et industrie
Le commerce consiste dans la transaction auxquelles donnent lieu les achats et les ventes de blé, orge, laines, fruits. Quant à l'industrie, elle comporte seulement la fabrication des ustensiles de ménage et des tentes.

## Fractions
Le Sahel Guebli est composé de 18 tribus inféodées à la famille Ben Ouari qui exerçait son autorité grâce à l'aide des Ouled-El-Khelf et des Beni-Adjeb[réf. nécessaire]. On distingue deux groupes différents dans le Sahel Guebli, notamment un d'origine kabyle mais composé de tribus mixte et un autre d'origine arabe[réf. nécessaire].
Voici les différentes fractions du Sahel Guebli ainsi que leurs origines :

### Tala-Ifacène
- Guenchouche, Zouaoua originaire du Djurjura.
- Ouled Yahia, originaire des Bani Slimane limitrophes.
- Bani Abdellah, issue des Ouled Mokrane de Sour Al Ghozlane.
- Messalta, tribu mixte, noyau originel Kutama qui s'est agrandi en incorporant des clans arabes (notamment Draouat).

### Draâ el Kaïd
- Rehamine, issus des Beni Yala, et des Beni Bouissa de Béjeïa et des Righa du sud de Sétif.
- Ouled Choug, issus des Ouled Mahdi (Zoghba, Bani Hilal) et de Biskra
- El Dheba, issus des Ouled Mahdi (Zoghba, Bani Hilal) et du Babors.
- Ouled Belkacem, issus des Ouled Mahdi (Zoghba, Bani Hilal) de M'Sila.
- Ouled Al Bekai, mrabitin originaire du Maroc.
- Ouled Saada et Ouled Fadhol, issus des Beni Adjeb, des Babors et des Ouled Boudjemline de M'Sila.

### Maôklane
- Beni Adjeb, mrabitin originaire de Miliana.
- Beni Mendil, originaire de Médéa.

### Hammam Guergour
- Ouled Ayad, issus des Iyadh Athbedj-Bani Hilal du Djebel Maadid du sud de Bordj Bou Arreridj. Composé également de familles mrabitin, andalouses et hilaliennes d'autres régions.

### Draâ Kebila
- Ouled Khalef, mrabitin originaire du Maroc

### Aïn Roua
- Trouna El Mers, originaire du Maroc [3]

### Harbil
- Ouled Rezzoug, originaire de Tunisie[4].